# Stevan Ridley
 (décembre 2021).
Si vous disposez d'ouvrages ou d'articles de référence ou si vous connaissez des sites web de qualité traitant du thème abordé ici, merci de compléter l'article en donnant les références utiles à sa vérifiabilité et en les liant à la section « Notes et références ».
Pour les articles homonymes, voir Ridley.
(en) Statistiques sur pro-football-reference
Stevan Todd Ridley, né le 27 janvier 1989 à Natchez, est un joueur américain de football américain. Il joue running back pour les Jets de New-York en National Football League (NFL). Il jouait jusqu'à la saison dernière pour les Patriots de la Nouvelle-Angleterre